# Sabine Bau
Sabine Christiane Bau (Würzburg, 19 luglio 1969) è un'ex schermitrice tedesca, specializzata nel fioretto. Ha vinto una medaglia d'oro, due d'argento e due di bronzo nella scherma ai Giochi olimpici.

## Palmarès
In carriera ha conseguito i seguenti risultati:
- Giochi olimpici

Seul 1988: oro nel fioretto a squadre ed argento individuale (per la  Germania Ovest).
Barcellona 1992: argento nel fioretto a squadre.
Atlanta 1996: bronzo nel fioretto a squadre.
Sydney 2000: bronzo nel fioretto a squadre.
- Mondiali di scherma

Sofia 1986: bronzo nel fioretto a squadre (per la  Germania Ovest).
Denver 1989: oro nel fioretto a squadre (per la  Germania Ovest).
Budapest 1991: bronzo nel fioretto individuale ed a squadre.
Essen 1993: oro nel fioretto a squadre.
L'Aia 1995: bronzo nel fioretto a squadre.
Città del Capo 1997: argento nel fioretto individuale e bronzo a squadre.
La Chaux de Fonds 1998: oro nel fioretto a squadre.
Seul 1999: oro nel fioretto a squadre.
Seul 1999: argento nel fioretto individuale.
Nimes 2001: argento nel fioretto individuale.
- Europei di scherma

Lisbona 1992: oro nel fioretto individuale.
Cracovia 1994: oro nel fioretto individuale.
Plovdiv 1998: argento nel fioretto individuale ed a squadre.
Coblenza 2001: bronzo nel fioretto individuale.